# UCI-Trial-Weltmeisterschaften/Männer (26 Zoll)
Im 26-Zoll-Trial der Männer werden seit 1995 Weltmeisterschaften ausgetragen. In jenem Jahr wurden bei den UCI-Trial-Weltmeisterschaften erstmals zwischen Trial-Fahrrädern mit 20 und 26 Zoll Raddurchmessern unterschieden; zuvor fanden Wettbewerbe in der offenen Klasse statt.
Frankreich dominierte lange Zeit diesen Wettbewerb im Gegensatz zur 20-Zoll-Klasse, wo Spanien die stärkste Kraft war.

## Palmarès
| Jahr | Austragungsort                      | Gold                                | Silber                              | Bronze                              |
| ---- | ----------------------------------- | ----------------------------------- | ----------------------------------- | ----------------------------------- |
| 1995 | Großheubach                         | Thierry Girard                      | Gerd Merkel                         | Radek Šeliga                        |
| 1996 | Zuoz                                | Thierry Girard                      | Sylvain Girard                      | Gerd Merkel                         |
| 1997 | Avoriaz                             | Thierry Girard                      | Sylvain Girard                      | Bruno Arnold                        |
| 1998 | Cartagena                           | Bruno Arnold                        | Marc Caisso                         | Juan Francisco Sánchez              |
| 1999 | Avoriaz                             | Marc Caisso                         | Bruno Arnold                        | Marc Vinco                          |
| 2000 | Sierra Nevada                       | Marc Vinco                          | Marc Caisso                         | Bruno Arnold                        |
| 2001 | Vail                                | Marc Caisso                         | Daniel Comas                        | Bruno Arnold                        |
| 2002 | Kaprun                              | Kenny Belaey                        | Marc Vinco                          | Marc Caisso                         |
| 2003 | Lugano                              | Giacomo Coustellier                 | Marc Caisso                         | Kenny Belaey                        |
| 2004 | Les Gets                            | Daniel Comas                        | Vincent Hermance                    | Marc Caisso                         |
| 2005 | Livigno                             | Kenny Belaey                        | Vincent Hermance                    | Benito Ros                          |
| 2006 | Rotorua                             | Kenny Belaey                        | Vincent Hermance                    | Giacomo Coustellier                 |
| 2007 | Fort William                        | Vincent Hermance                    | Gilles Coustellier                  | Kenny Belaey                        |
| 2008 | Val di Sole                         | Gilles Coustellier                  | Vincent Hermance                    | Daniel Comas                        |
| 2009 | Canberra                            | Gilles Coustellier                  | Kenny Belaey                        | Vincent Hermance                    |
| 2010 | Mont Sainte-Anne                    | Kenny Belaey                        | Benito Ros                          | Marc Caisso                         |
| 2011 | Champéry                            | Gilles Coustellier                  | Kenny Belaey                        | Vincent Hermance                    |
| 2012 | Saalfelden                          | Gilles Coustellier                  | Aurélien Fontenoy                   | Kenny Belaey                        |
| 2013 | Pietermaritzburg                    | Vincent Hermance                    | Gilles Coustellier                  | Kenny Belaey                        |
| 2014 | Lillehammer                         | Gilles Coustellier                  | Aurélien Fontenoy                   | Kenny Belaey                        |
| 2015 | Vallnord                            | Vincent Hermance                    | Jack Carthy                         | Kenny Belaey                        |
| 2016 | Val di Sole                         | Jack Carthy                         | Gilles Coustellier                  | Kenny Belaey                        |
| 2017 | Chengdu                             | Jack Carthy                         | Nicolas Vallée                      | Kenny Belaey                        |
| 2018 | Chengdu                             | Jack Carthy                         | Sergi Llongueras                    | Nicolas Vallée                      |
| 2019 | Chengdu                             | Sergi Llongueras                    | Nicolas Vallée                      | Jack Carthy                         |
| 2020 | nicht ausgetragen (Corona-Pandemie) | nicht ausgetragen (Corona-Pandemie) | nicht ausgetragen (Corona-Pandemie) | nicht ausgetragen (Corona-Pandemie) |
| 2021 | Vic                                 | Jack Carthy                         | Julen Saenz                         | Vincent Hermance                    |
| 2022 | Abu Dhabi                           | Jack Carthy                         | Daniel Barón                        | Oliver Widmann                      |
| 2023 | Glasgow                             | Jack Carthy                         | Oliver Widmann                      | Marti Vayreda                       |
| 2024 | Abu Dhabi                           | Jack Carthy                         | Charlie Rolls                       | Oliver Weightman                    |

## Medaillenspiegel
| Platz  | Land           | Gold | Silber | Bronze | Gesamt |
| ------ | -------------- | ---- | ------ | ------ | ------ |
| 1      | Frankreich     | 16   | 18     | 12     | 46     |
| 2      | Großbritannien | 7    | 2      | 2      | 11     |
| 3      | Belgien        | 4    | 2      | 8      | 14     |
| 4      | Spanien        | 2    | 5      | 4      | 11     |
| 5      | Deutschland    | 0    | 2      | 2      | 4      |
| 6      | Tschechien     | 0    | 0      | 1      | 1      |
| Gesamt | Gesamt         | 29   | 29     | 29     | 87     |